# Tulun
Tulun (oroszul: Тулун) város Kelet-Szibériában, Oroszország Irkutszki területén, a Tuluni járás székhelye.
Lakossága: 44 611 fő (a 2010. évi népszámláláskor).

## Elhelyezkedése
Az Irkutszki terület délnyugati részén, Irkutszk területi székhelytől 390 km-re északnyugatra, a Irkutszk–Cseremhovói-síkságon, az Ija (az Angara mellékfolyója) partján terül el. Vasútállomás a transzszibériai vasútvonal Tajset–Irkutszk szakaszán. Közúti csomópont a Krasznojarszk–Irkutszk főút és a Tulun–Bratszk–Uszty-Kut országút találkozásánál.
Nevének jelentése burját nyelven: bőr- vagy kőzsák. A várost a folyó szinte zsák formájában öleli körül.

## Története
A 19. század végéig kis falu volt a Moszkvából Szibérián át vezető úton. A vasútvonal megépülése után, a 20. század elején kereskedelmi forgalma és ipara is fellendült. Innen indultak a Léna vidékére az aranymosók csoportjai, és innen indították az Angara és a Léna partvidékére áruikat a kereskedők. Fűrészüzem, szesz- és sörfőzde, gőzmalom épült. A környéken 1903-ban szénbányát nyitottak a vasút céljára.
Tulun 1922-ben kapott először városi rangot; 1924 elvették, majd 1927-ben visszaadták.
A település a Nyizsnyeugyinszk–Irkutszk között húzódó Irkutszki-szénmedence északi részén fekszik, ahol főként barnaszéntelepek vannak. Ipari méretekben a város környéki szénbányászat 1946-ban kezdődött (a tuluni külfejtés azóta kimerült). 1969-ben kezdték a termelést a közeli Azej falu mellett, az 1980-as évek végén pedig Mugun mellett. Mindkét helyen barnaszenet bányásznak, külszíni fejtéssel
A szovjet korszakban Tulunban jelentős faipar (fakitermelés, fafeldolgozás) és építőanyagipar települt, üveggyár és nagy hidrolízisüzem működött. Az üzemek mellett lakótelepek épültek. A mezőgazdasági kísérleti fajtagazdaságban többek között új szibériai búzafajtákat nemesítettek.

## A 21. században
Az 1990-es években a tulajdonformák változása, a gazdasági válság következtében a korábbi üzemek többsége bezárt. A régi hidrolízisüzem helyén 2008-ban biotechnológiai kombinátot alapítottak, de a város számára is rendkívül fontos létesítmény működése már a következő évben kérdéses volt. A biobutanol beharangozott gyártását egyre halasztották. Végül elhatározták, hogy a kombinátot áthelyezik Uszty-Ilimszkbe. 2014-ben a szénbányászat részleges visszafejlesztése is napirendre került az azeji külfejtésnél, ami további munkahelyek megszűnésével járt.